# Léopoldine du Brésil
Signature
Léopoldine Thérèse Françoise Caroline Michèlle Gabriele Raphaèle Gonzague de Bragance et Bourbon (en portugais : Leopoldina Teresa Francisca Carolina Miguela Gabriela Rafaela Gonzaga de Bragança e Bourbon), princesse du Brésil, est née le 13 juillet 1847 au palais de Saint-Christophe à Rio de Janeiro, empire du Brésil, et morte le 7 février 1871 au palais Coburg à Vienne, empire d'Autriche-Hongrie.
Elle est la deuxième fille de l'empereur Pierre II du Brésil (1825-1891) et de son épouse Thérèse-Christine de Bourbon (1822-1889), princesse du royaume des Deux-Siciles. Elle est la sœur d'Isabelle du Brésil (1846-1921), princesse impériale et régente du Brésil.

## Biographie
Léopoldine épouse le 15 décembre 1864, à la cathédrale Notre-Dame-du-Mont-Carmel de Rio de Janeiro, le prince Auguste de Saxe-Cobourg (1845-1907), fils du prince Auguste de Saxe-Cobourg (1818-1881) (frère du roi Ferdinand II de Portugal) et de la princesse Clémentine d'Orléans (1817-1907). Initialement, son promis était Gaston d'Orléans (1842-1922), comte d'Eu, doublement cousin de son mari, mais c'est sa sœur, la princesse héritière Isabelle, qui l'épousa.
De son mariage avec Auguste, Léopoldine a quatre enfants, qui sont à l'origine du rameau brésilien des Saxe-Cobourg-Gotha-Bragance, :
- Pierre de Saxe-Cobourg-Gotha (1866-1934), sans alliance ;
- Auguste de Saxe-Cobourg-Kohary (1867-1922), descendance encore représentée ;
- Joseph de Saxe-Cobourg-Gotha (1869-1888), sans alliance ;
- Louis de Saxe-Cobourg-Gotha (1870-1942), descendance encore représentée.

La princesse meurt, lors d'un séjour en Europe, d'une fièvre typhoïde, le 7 février 1871 au palais Coburg de Vienne,.

## Honneurs
Léopoldine est récipiendaire des ordres suivants :
- Dame noble de l'ordre de la Croix étoilée d'Autriche ;
- Grand-croix de l'ordre impérial de la Rose (Brésil) ;
- Dame noble de l'ordre de la Reine Marie-Louise d'Espagne (1863) ;
- Grand-croix de l'ordre de Saint-Charles (Mexique) (1866) ;
- Dame noble de l'ordre royal de Sainte-Isabelle de Portugal.

#### Ouvrages
: document utilisé comme source pour la rédaction de cet article.
- Nicolas Énache, La descendance de Marie-Thérèse de Habsburg, Paris, Éditions L'intermédiaire des chercheurs et curieux, 1999, 795 p. (ISBN 978-2-908003-04-8).
- Michel Huberty et Alain Giraud, L'Allemagne dynastique : Hesse - Reuss - Saxe, t. I, Le Perreux-sur-Marne, 1976, 597 p.